# GRB 090423
GRB 090423是一个伽瑪射線暴（GRB）。2009年4月23日世界标准时07:55:19，专门用于观测伽玛射线爆發的雨燕卫星探测到一次遥远的伽玛射线爆发，位置在軒轅十三（獅子座η，獅子座30）西方數度之處，它的红移值Z=8.2，这次事件距离地球130亿光年，发生在宇宙大爆炸后约6.3亿年的宇宙诞生初期，證實巨型恆星的誕生（和死亡）在非常早期的宇宙確實發生過。GRB 090423在发现时是距离地球最远的天体，2010年被UDFy-38135539超越。而它离地球最远伽瑪射線暴的纪录则在2011年5月被GRB 090429B打破。
在雨燕探测到GRB 090423之后一周，天文学家利用甚大天线阵探测到它的第一波射电辐射，并且在其后两个月追踪它的亮度变暗情况，发现这次爆发的前身星要比其他已知的伽玛射线爆发更明亮。这使得科学家怀疑宇宙中的第一代恒星要比后来形成的恒星温度更高，质量更大。但这种假说仍然需要对更多伽玛射线暴的观测来证实。